# Hill Harper
Francis Harper (Iowa City, 17 de mayo de 1966) conocido profesionalmente como Hill Harper, es un actor estadounidense de cine, de televisión y de teatro, y autor. Un exalumno de Harvard Law School, es conocido por interpretar al Dr. Sheldon Hawkes en la serie CSI: NY. También por su papel como el Dr. Marcus Andrews en la serie The Good Doctor. Curiosamente , se le conoce además como "el muñequito de la tarta" por su estilo al vestir en la misma.

## Primeros años
Harper nació en Iowa City, Iowa, hijo de Harry Harper, un psiquiatra, y Marilyn Hill, que fue una de las primeras anestesiólogas negras en los Estados Unidos. Ha estado actuando desde los 7 años. Harper se graduó magna cum laude de la Universidad Brown y también se graduó con un J.D., cum laude, de Harvard Law School, y una Maestría en Administración Pública de Kennedy School of Government en la Universidad de Harvard. Durante sus años en Harvard, era un miembro de tiempo completo en la Compañía de Teatro de Black Folks, una de las compañías más antiguas y más aclamadas en el país. Mientras era un estudiante en Harvard, Harper se hizo amigo del futuro Presidente Barack Obama. Harper y Obama se conocieron en la cancha de baloncesto y se hicieron buenos amigos durante su primer año como estudiantes de derecho.
Aunque Harper obtuvo un doctorado de leyes y un MPA, optó por no utilizar ninguna y en su lugar se mudó a Los Ángeles, para perseguir una carrera de actuación. Nacido como Francis Harper, adoptó el nombre "Hill" como un tributo a sus antepasados maternos y paternos.

## Carrera de actuación

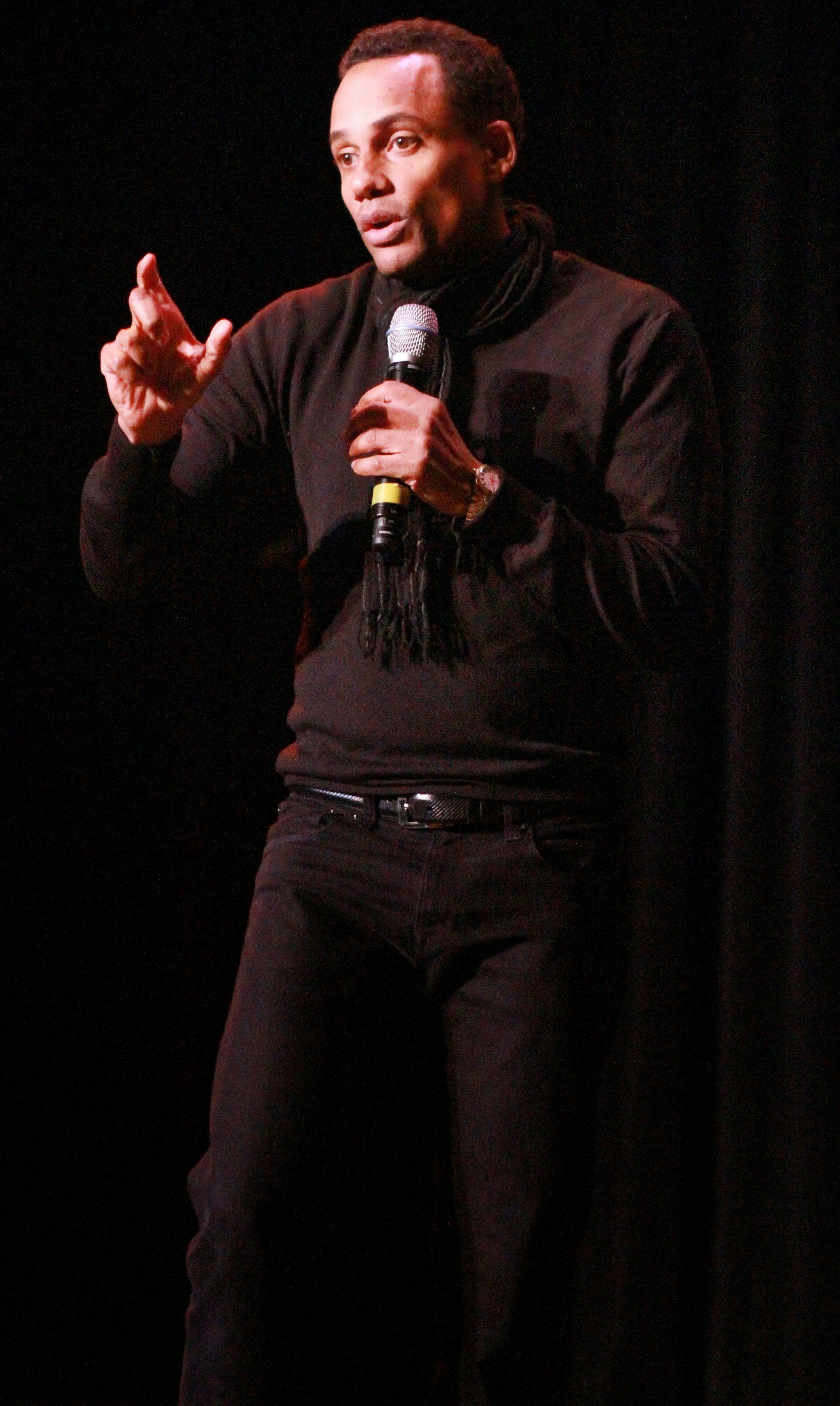
Hill Harper habla en el Teatro Missouri.

Harper entró al cine y televisión en 1993, haciendo un trabajo recurrente en Married with Children y haciendo su debut en el cine en Confessions of a Dog. Tuvo su primer papel importante en Get on the Bus en 1996. Estuvo en He Got Game en 1998 y en Hav Plent en 1998, el último lo hacía como un cantante de pop-soul egoísta. Participa también en The fresh Prince como “Dana” en el capítulo 11 de la temporada 5 “Will steps up”.
Su perfil posteriormente aumentó, gracias a los papeles en películas desde Beloved a la película Loving Jezebel a The Skulls, una entrada al género thriller adolescente. Harper hizo su trabajo más aclamado en The Visit, una película independiente de drama en que él protagonizaba a un prisionero muriendo de sida que trata de empezar su vida de nuevo. Su mejor papel hasta la fecha es como el forense convertido en investigador Sheldon Hawkes, en la serie CSI: NY. Interpretó a Leshem en Stonehenge Apocalypse.
El 25 de septiembre de 2017 se estrenó la serie: "The Good Doctor", en la cual actúa como jefe de cirugía, el Dr. Marcus Andrews.

## Carrera como escritor y carrera política
Harper es el autor de tres libros: Letters to a Young Brother, publicado en 2006, Letters to a Young Sister: DeFINE Your Destiny, publicado en 2008, y How Men and Women Can Build Loving, Trusting Relationships, publicado en 2010.
En enero de 2008, participó en "Yes We Can", un vídeo musical apoyando a Barack Obama, producido por Will.i.am. Harper es un miembro del Comité Nacional de Finanzas de América de Obama.
A partir de octubre de 2009, Hill hizo varias contribuciones a candidatos políticos, exclusivamente a Demócratas.
Hill Harper recientemente lanzó una red social llamada ForRealSolutions.com, enfocada en animar soluciones a algunos retos de la sociedad.
Harper dijo que él es un conservador fiscal, cuando apareció en el programa Hannity el 10 de septiembre de 2009.

## Premios y reconocimientos
- En otoño de 2008, Harper se inició como un hermano de la Fraternidad Alpha Phi Alpha con sus hermanos Dr. Naim Akbar de la Universidad Estatal de Florida y el antiguo jugador de NFL LeMarcus Newman.
- Harper ganó un Premio Image NAACP por Mejor Actor en una Serie Dramática durante tres años consecutivos (2008-2010) por interpretar a Sheldon Hawkes en CSI: NY.

## Filmografía
| Año         | Película                       | Papel                     | Notas |
| ----------- | ------------------------------ | ------------------------- | --- |
| 1994        | Married... with Children       | Aaron Mitchell            | |
| 1994        | Walker, Texas Ranger           | B.J. Mays                 | |
| 1994        | Pumpkinhead II: Blood Wings    | Peter                     | |
| 1996        | Get on the Bus                 | Xavier                    | |
| 1997        | Steel                          | Slats                     | |
| 1998        | The Nephew                     | Chad Egan-Washington      | |
| 1998        | Beloved                        |                           | |
| 1998        | He Got Game                    | Coleman 'Booger' Sykes    | |
| 1998        | Hav Plenty                     | Michael Simmons           | |
| 1998        | Mama Flora's Family            | Don                       | |
| 1998        | Park Day                       | Steve Johnson             | |
| 1999        | In Too Deep                    | Breezy T.                 | |
| 1999        | Loving Jezebel                 | Theodorous                | |
| 1999        | Slaves of Hollywood            | Fisher                    | |
| 2000        | City of Angels                 | Dr. Wesley Williams       | Nominado Image Award Mejor Actor en Serie Dramática |
| 2000        | The Skulls                     | Will Beckford             | |
| 2000        | The Visit                      | Alex Waters               | Nominado Black Reel Mejor Actor Nominado a Independent Spirit Award Won Method Fest Mejor Actor |
| 2003        | The Handler                    | Darnell                   | Nominado Saturn Award |
| 2004        | CSI: Miami                     | Dr. Sheldon Hawkes        | Un episodio |
| 2004        | Soul Food                      | Kelvin Chadway            | |
| 2004–2013   | CSI: NY                        | Dr. Sheldon Hawkes        | Nominado Image Award Mejor Actor en una Serie Dramática Nominado a Image Award Mejor Actor en una Serie Dramática (2006) Nominado a Image Award Mejor Actor en una Serie Dramática (2007) Ganador de Image Award Mejor Actor en una Serie Dramática (2008) Ganador de Image Award Mejor Actor en una Serie Dramática (2009) Ganador de Image Award Mejor Actor en una Serie Dramática (2010) |
| 2004        | The Sopranos                   | Stokley Davenport M.D.    | |
| 2004        | Woman Thou Art Loosed          |                           | |
| 2004        | Love, Sex and Eating the Bones | Michael Joseph            | |
| 2005        | Lackawanna Blues               | Ruben, Jr. (Adulto)       | |
| 2005        | The 4400                       | Edwin Mayuya              | |
| 2005        | Constellation                  | Errol Hickman             | |
| 2006        | Max and Josh                   | Josh (también coescritor) | |
| 2006        | The Breed                      | Noah                      | |
| 2006        | Premium                        | Ed                        | |
| 2008        | This Is Not a Test             | Carl                      | |
| 2008        | A Good Man is Hard To Find     |                           | |
| 2009        | The Game                       | Él mismo                  | |
| 2010        | Stonehenge Apocalypse          | Lesham                    | |
| 2010        | For Colored Girls              | Donald                    | |
| 2011        | Mama, I Want to Sing!          | Jeff Andrews              | |
| 2017 - 2023 | The Good Doctor                | Dr. Marcus Andrews        | Temporadas 1-6 |
| 2019        | The Sun Is Also a Star         | Lester Barnes             | |
| 2024        | Junction                       | Ablees                    | |